# Volkswagen ID. Buzz
Volkswagen ID. Buzz er en elbil fremstillet af Volkswagen fra 2022. Bilen er inspireret af den klassiske Volkswagen Type 2 (T1)-bus.
Den første udgave af Volkswagen ID. Buzz kunne have 5 eller 7 pladser. Varevognens ID. Buzz Cargo har tre sæder og plads til næsten 4 m³ last. Motoren yder 150 kW.
I foråret 2024 udkom lang-varianten, som har en længere akselafstand (LWB). I det sene efterår 2024 ankom GTX med 340 hk og firehjulstræk.